# Telmatactis vestita
Telmatactis vestita är en havsanemonart som först beskrevs av Charles Johnson 1861.  Telmatactis vestita ingår i släktet Telmatactis, och familjen Isophelliidae. Inga underarter finns listade.